# 1299 Мертона
1299 Мертона (1299 Mertona) — астероїд головного поясу, відкритий 18 січня 1934 року.
Тіссеранів параметр щодо Юпітера — 3,285.